# フラボバクテリウム属
フラボバクテリウム属（Flavobacterium）とは、細菌における属の一つであり、グラム陰性の非運動性または運動性の桿菌である。現在まで200種以上が確認されており、2021年7月現在、正式な小分類の名称の数は245個であり、シノニムを含んだ公開された有効な小分類名は274個ある。フラボバクテリウム属の細菌は、多様な土壌及び淡水環境で発見される。いくつかの種は、淡水魚に対する病原性を持つ。 
- F. psychrophilumは、サケ科の魚類に対する細菌性冷水病及び、ニジマス稚魚に対する疾病の原因菌である。
- F. columnareは、淡水魚にカラムナリス病を引き起こす。
- F. branchiophilumは、マスに対してbacterial gill diseaseを引き起こす。

ジンクフィンガーヌクレアーゼと転写活性化因子様エフェクターヌクレアーゼで使用されているII型制限エンドヌクレアーゼFok1はF. okeanokoitesに由来する。 
フラボバクテリウム属菌株には、ナイロン6製造の副産物を代謝できるナイロン分解細菌のKI72株がある。 